# 만난 사람
 이재용이 만난 사람은 대한민국의 방송국 MBC 표준FM에서 매주 월요일에서 토요일마다 오전11시10분부터 오전11시 45분까지 방송된 교양 전문 라디오 프로그램이다.
2010년 MBC 라디오 봄 개편으로 변창립의 세상 속으로가 폐지되고 신설되었다. 2010년 5월 31일부터 2014년 4월 12일까지 방송되고 4년 만에 폐지되었다.

## 역대 진행자
- 박혜진 아나운서 : 2010년 5월 31일 ~ 2011년 10월 22일
- 성경섭 논설위원 : 2011년 10월 24일 ~ 2013년 10월 19일
- 이재용 아나운서 :  2013년 10월 21일 ~ 2014년 4월 12일

## 지역 방송국 프로그램
| 프로그램                   | 지역                               | 방송국       | 진행자 |
| -------------------------- | ---------------------------------- | ------------ | ------ |
| 3830상담실(월 ~ 금)        | 대전광역시.충청남도.세종특별자치시 | 대전문화방송 | 임세혁 |
| 희망찾기 민들레(토)        | 대전광역시.충청남도.세종특별자치시 | 대전문화방송 | 이임숙 |
| 임사랑의 세상만사(월 ~ 금) | 목포시, 전라남도 서남부            | 목포문화방송 | 임사랑 |
| 라디오 특진(월 ~ 금)       | 전라북도                           | 전주문화방송 | 정은지 |

## 같이 보기
한수진이 만난 사람 : 2016년 SBS 라디오 개편으로 같은 이름으로 신설되었다.